# Трой (Монтана)
Трой (англ. Troy) — місто (англ. city) в США, в окрузі Лінкольн штату Монтана. Населення — 797 осіб (2020).

## Географія
Трой розташований за координатами 48°27′37″ пн. ш. 115°53′27″ зх. д. / 48.46028° пн. ш. 115.89083° зх. д. (48.460204, -115.890854).  За даними Бюро перепису населення США в 2010 році місто мало площу 2,01 км², з яких 1,97 км² — суходіл та 0,04 км² — водойми. В 2017 році площа становила 1,83 км², з яких 1,82 км² — суходіл та 0,01 км² — водойми.

## Демографія
Згідно з переписом 2010 року, у місті мешкало 938 осіб у 454 домогосподарствах у складі 240 родин. Густота населення становила 466 осіб/км².  Було 490 помешкань (244/км²).
Расовий склад населення:
| - 94,3 % — білих - 1,7 % — корінних американців - 0,5 % — азіатів - 0,2 % — чорних або афроамериканців |

До двох чи більше рас належало 3,1 %. Частка іспаномовних становила 1,9 % від усіх жителів.
За віковим діапазоном населення розподілялося таким чином: 20,0 % — особи молодші 18 років, 63,2 % — особи у віці 18—64 років, 16,8 % — особи у віці 65 років та старші. Медіана віку мешканця становила 46,8 року. На 100 осіб жіночої статі у місті припадало 97,1 чоловіків;  на 100 жінок у віці від 18 років та старших — 95,8 чоловіків також старших 18 років.
Середній дохід на одне домашнє господарство  становив 31 181 долар США (медіана — 21 719), а середній дохід на одну сім'ю — 40 633 долари (медіана — 29 583). Медіана доходів становила 36 667 доларів для чоловіків та 19 815 доларів для жінок. За межею бідності перебувало 25,7 % осіб, у тому числі 16,9 % дітей у віці до 18 років та 14,1 % осіб у віці 65 років та старших.
Цивільне працевлаштоване населення становило 269 осіб. Основні галузі зайнятості: роздрібна торгівля — 28,6 %, освіта, охорона здоров'я та соціальна допомога — 24,9 %, мистецтво, розваги та відпочинок — 15,6 %, сільське господарство, лісництво, риболовля — 11,2 %.